# 贾尔牒
埃米尔·德·卡蒂埃·德·马尔谢纳（法語：Emile de Cartier de Marchienne，1871年11月30日—1946年5月10日），汉名贾尔牒，是比利时的外交官，曾担任驻清朝公使、驻美国公使、驻英国公使、驻古巴公使。